# Coudray (Eure)
Coudray é uma comuna francesa na região administrativa da Normandia, no departamento de Eure. Estende-se por uma área de 7,83 km². Em 2010 a comuna tinha 222 habitantes (densidade: 28,4 hab./km²).